# Bibbya
Bibbya is een geslacht van korstmossen behorend tot de familie Ramalinaceae. De typesoort is Bibbya muelleri.

## Soorten
Volgens Index Fungorum bevat het geslacht tien soorten (peildatum februari 2023):
| Soortnaam              | Auteur(s)                                                             | Publicatiejaar |
| ---------------------- | --------------------------------------------------------------------- | -------------- |
| Bibbya albomarginata   | (H. Kilias & Gotth. Schneid.) Kistenich, Timdal, Bendiksby & S. Ekman | 2018           |
| Bibbya australis       | (Timdal) Timdal                                                       | 2018           |
| Bibbya austroafricana  | (Timdal) Timdal                                                       | 2018           |
| Bibbya bullata         | (Meyen & Flot.) Kistenich, Timdal, Bendiksby & S. Ekman               | 2018           |
| Bibbya glaucocarpa     | (Timdal) Timdal                                                       | 2018           |
| Bibbya hosseusiana     | (Gyeln.) Timdal                                                       | 2018           |
| Bibbya lutosa          | (Ach.) Kistenich, Timdal, Bendiksby & S. Ekman                        | 2018           |
| Bibbya ruginosa        | (Tuck.) Kistenich, Timdal, Bendiksby & S. Ekman                       | 2018           |
| Bibbya subcircumspecta | (Coppins) S. Ekman                                                    | 2018           |
| Bibbya vermifera       | (Nyl.) Kistenich, Timdal, Bendiksby & S. Ekman                        | 2018           |